# Andobana duchesnei
Andobana duchesnei là một loài bướm đêm trong họ Noctuidae.